# Éric Le Chanony
Éric Le Chanony (n. 28 februarie 1968, Amiens, Franța) este un bober ce a reprezentat Franța, medaliat olimpic. A participat la trei ediții ale Jocurilor Olimpice (1994, 1998, 2002) în care a câștigat o medalie de bronz.

## Participări
Lista de mai jos prezintă principalele competiții la care a participat Éric Le Chanony de-a lungul carierei.
- bobsleigh at the 1998 Winter Olympics[*]